# Arroyo Ceballos Chico
Der Arroyo Ceballos Chico ist ein Fluss in Uruguay.
Er entspringt auf dem Gebiet des Departamento Artigas westlich des Paso Marín und einige Kilometer südlich der Stadt Baltasar Brum. Von dort verläuft er in südliche bis südwestliche Richtung und mündet als rechtsseitiger Nebenfluss südlich des Cerro de la Tapera in den Arroyo Ceballos Grande.